# Monica Brügger
Monica Brügger (* 1932 in Mollis) ist eine Schweizer Architektin und ist die erste selbständig tätige Architektin im Kanton Graubünden. 1958 war sie das Modell der  Schweizerischen Ausstellung für Frauenarbeit (SAFFA).

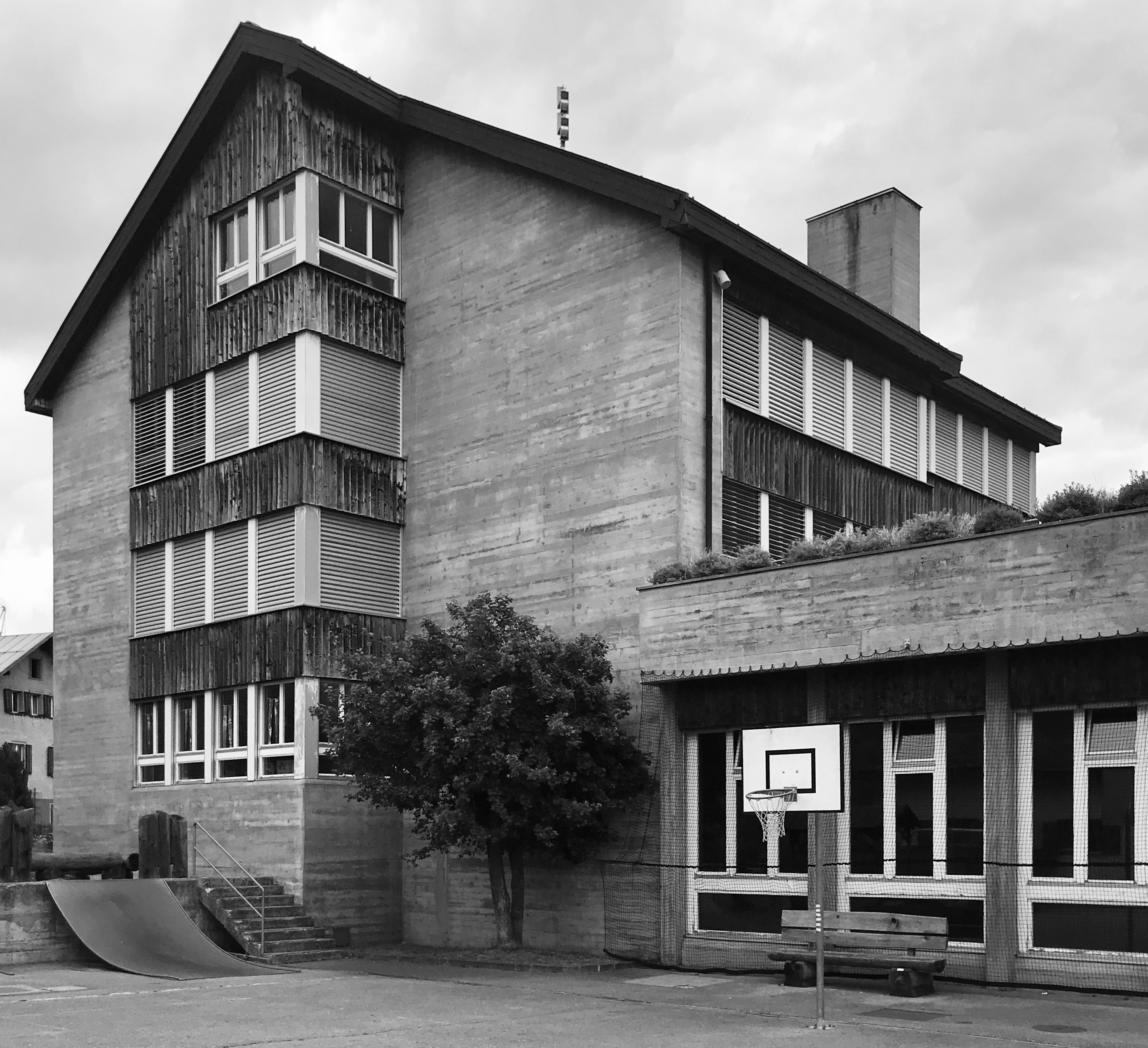
Schul- und Gemeindehaus, Castrisch

## Werdegang
Monica Brügger studierte nach der Kantonsschule bis 1957 Architektur an der ETH Zürich und diplomierte bei Hans Hofmann. Von 1963 bis 1964 war sie in Paris bei Pierre Vago und in Genf bei Jean-Marc Lamunière tätig und gründete 1965 als erste Bündner Architektin ihr Architekturbüro in Chur.
Brügger war, bzw. ist Mitglied in der Gesellschaft Schweizerischer Maler und Bildhauer und im SIA.
Brügger zählt neben Thomas Domenig, Max Kasper, Robert Obrist, Christian Menn, Hans-Peter Menn und Andres Liesch zu den wichtigen Vertretern der Nachkriegsmoderne im Kanton Graubünden.

## Bauten

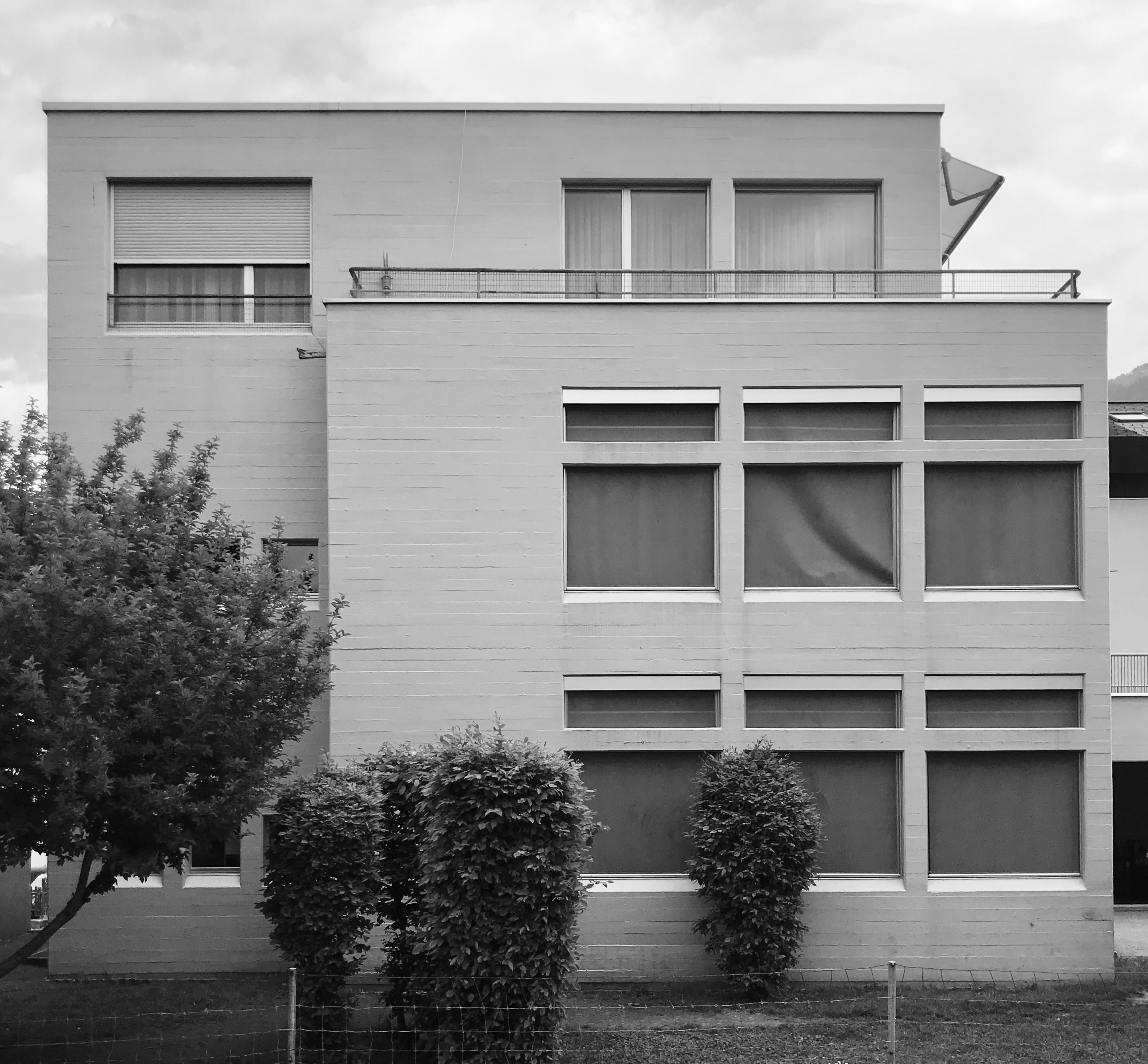
Kindergarten, Ilanz

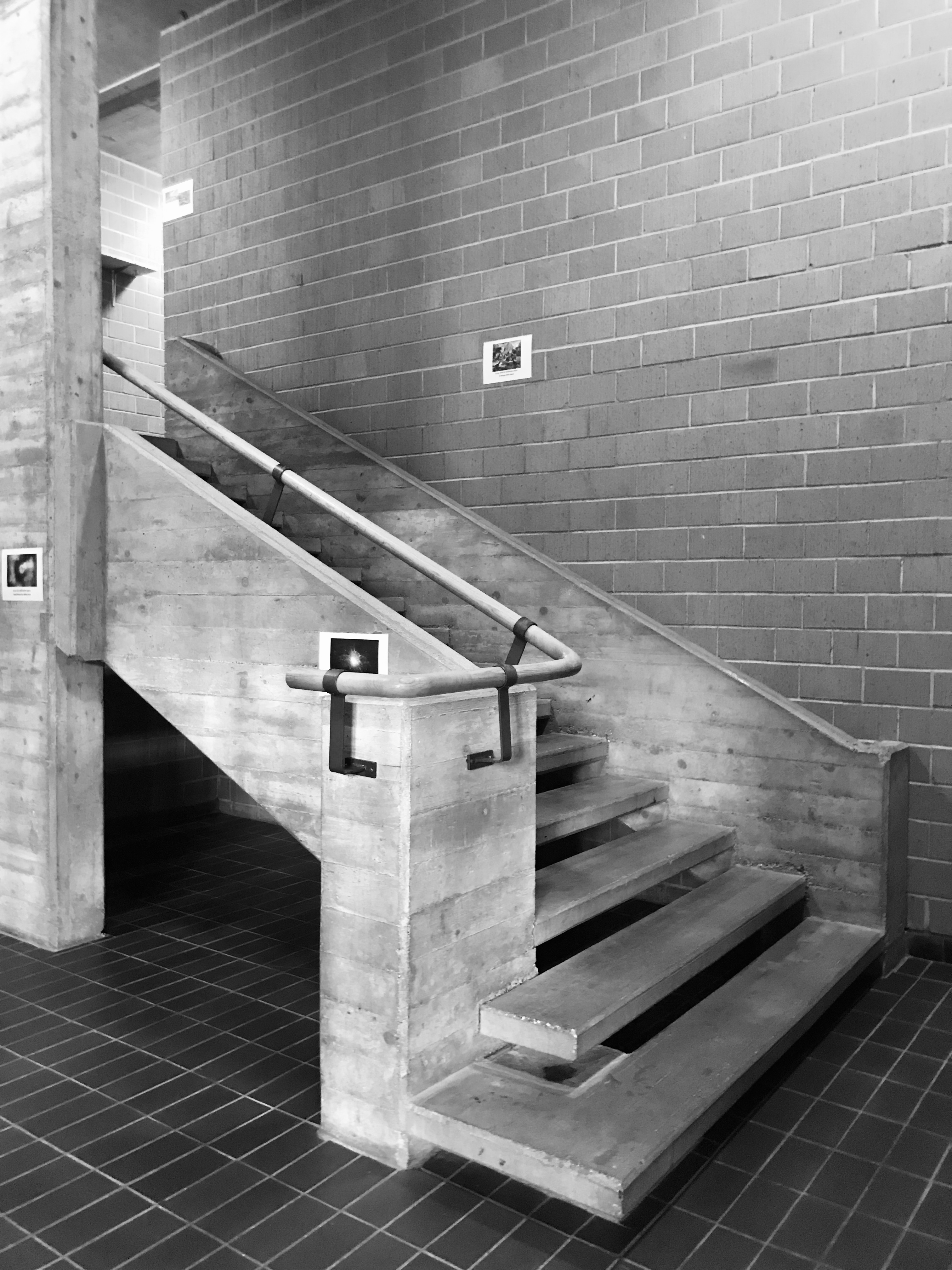
Treppenhaus – Schul- und Gemeindehaus, Castrisch

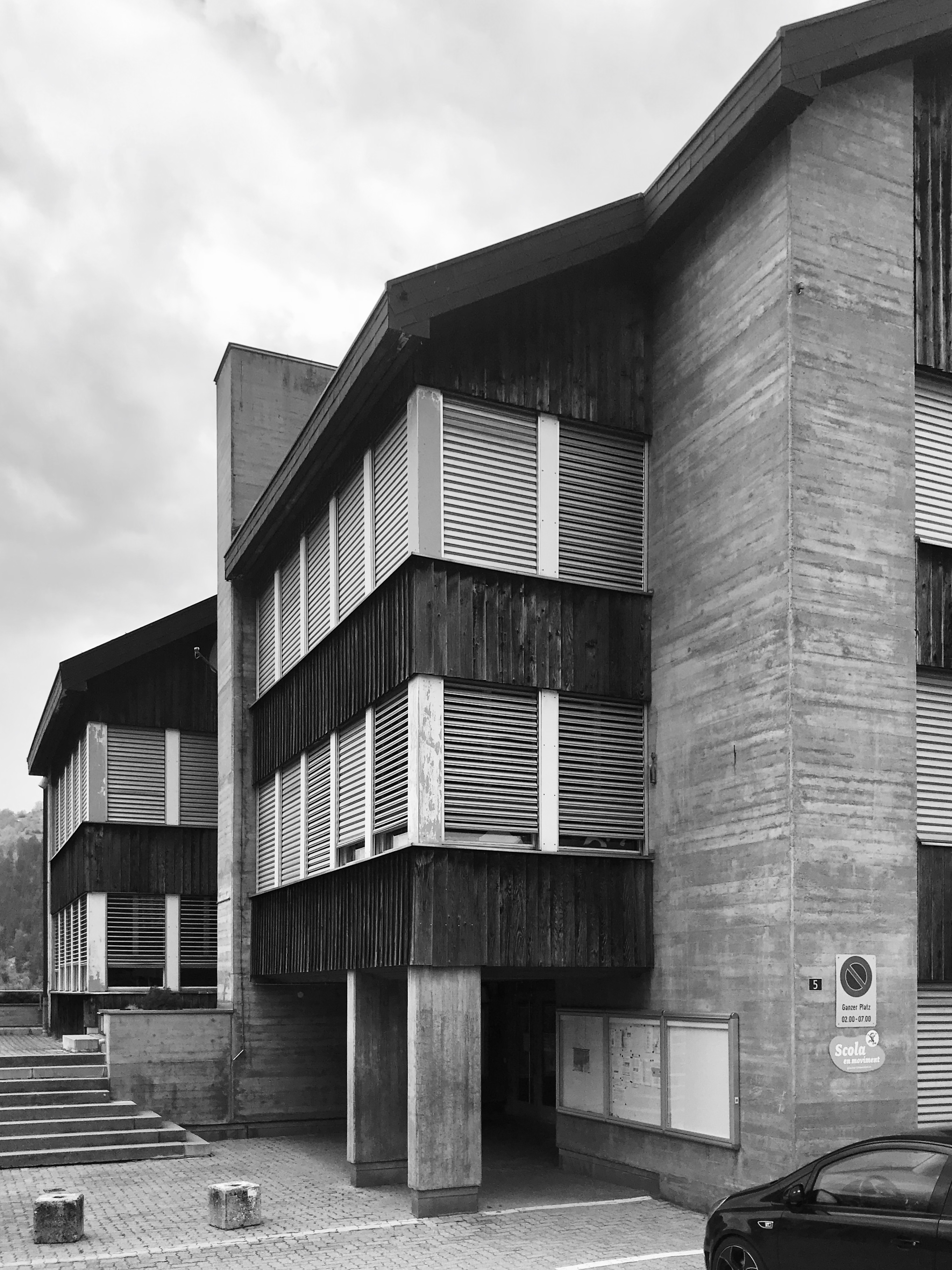
Schul- und Gemeindehaus, Castrisch

als Hilfsbauleiterin bei Werner Gantenbein:
- 1957–1958: Schweizer Pavillon, Weltausstellung Brüssel

eigene Bauten
- 1959–1960: Wohnhaus Calunastrasse, Chur
- 1966–1967: Geschäftshaus Bündner Tagblatt, Chur mit Andres Liesch (verändert)
- 1966–1968: Schulhaus Otto Barblan, Chur (verändert)[6]
- 1968–1969: Ferienhaus Wegmann, Flims (abgebrochen)
- 1970: Renovation St. Donatus, Zorten
- 1969–1971: Kindergarten, Ilanz
- 1971–1972: Schul- und Gemeindezentrum, Castrisch
- 1973: Renovation Botschaftsresidenz der OECD, Paris
- 1970–1975: Renovation Kirche S. Duno, Obervaz
- 1977–1978: Schulhaus Türligarten, Chur (verändert)
- 1978–1979: Gemeindehaus, Scharans
- 1979–1982: Mehrzweckhalle, Riom (Schulhaus von Pablo Horváth)[7][8]
- 1984–1985: Atelier Robert Indermaur, Almens
- 1982–1986: Renovation Rätisches Museum Chur[9]
- 1986: Schul- und Gemeindezentrum, Rothenbrunnen
- 1992: Umbau Grossratsgebäude, Chur[10]

## Ehrungen und Preise
- 1958: Portrait des Saffa-Plakat[11]
- 2009: Kulturpreis der Stadt Chur
- 2019: im Rahmen der Kampagne «52 beste Bauten – Baukultur Graubünden 1950–2000» erkor der Bündner Heimatschutz das von Monica Brügger 1960 entworfene Wohnhaus in Chur als eines der besten Bündner Bauwerke[12]

## Ausstellungen
- Zwölf Bündner Bauten der Siebziger- und Achtzigerjahre, Stadtgalerie Chur des Schweizerischen Werkbundes[13][14]